# Senne nördlich Oesterholz
Die Senne nördlich Oesterholz ist ein Naturschutzgebiet in Schlangen-Oesterholz im Kreis Lippe.

## Charakteristik
Das kleine Naturschutzgebiet liegt am Rand des Truppenübungsplatzes Senne und weist typische Merkmale der Sennelandschaft auf: Auf dem nährstoffarmen Sandboden wächst Sandmagerrasen und Besenheide, als Bäume dominieren Birken und Kiefern. Die flache Heidelandschaft weist eine hohe Artenvielfalt auf. Am nördlichen Rand wurde in früheren Zeiten der Sand bis auf die darunterliegende Mergelschicht abgebaut. In der Grube sammelt sich stellenweise Wasser und begünstigt damit das Wachstum feuchtigkeits- und lehmbodenliebender Arten.
An das Naturschutzgebiet schließt ein archäologischer Lehrpfad mit Hügelgräbern aus der Bronzezeit an.